# Liste des porte-aéronefs français

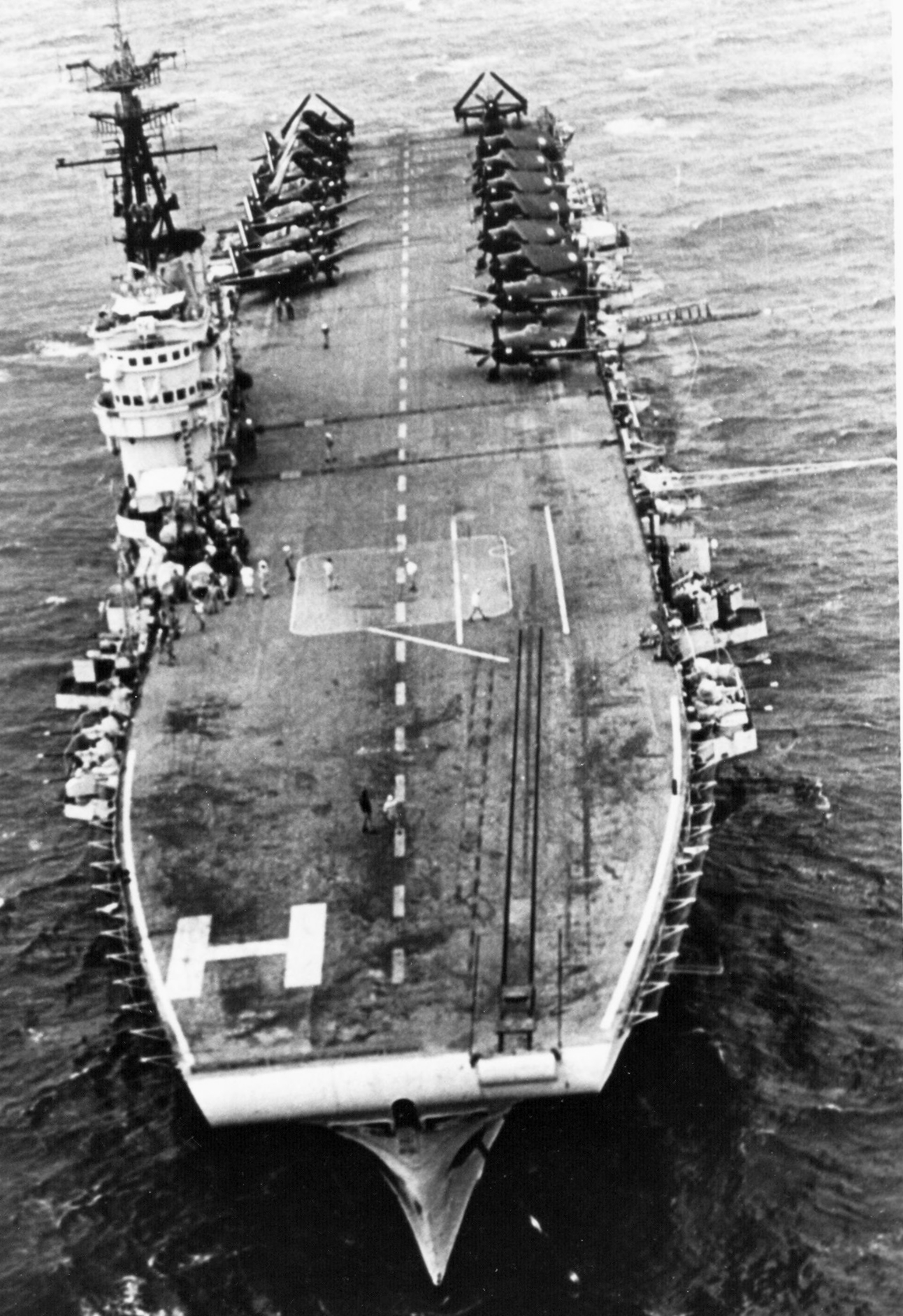
L'Arromanches en 1954.

Cet article liste tous les navires ayant servi dans la Marine française dont la fonction principale est le transport et le lancement d'avions, d'hydravions ou d'hélicoptères.

## Porte-hydravions
Un porte-hydravions, ou transport d'hydravions, est un navire équipé de catapultes pour lancer ce type d'appareils et de grues pour les récupérer à l'eau après amerrissage.
- Foudre, croiseur porte-torpilleurs lancé en 1892, converti en 1910, retiré du service en 1921.
- Rouen, cargo lancé en 1892, converti en 1914.
- Pas-de-Calais, cargo lancé en 1898, converti en 1915, retiré du service l'année suivante.
- Campinas, cargo lancé en 1896, converti en 1915.
- Nord, cargo lancé en 1898, converti en 1915, retiré du service en 1919.
- Commandant Teste, lancé en 1929, démoli en 1963.

## Porte-avions
Un porte-avions est un navire doté d'un pont d'envol continu d'où décollent et appontent les appareils de son parc aérien.

### Porte-avions d'escadre
| Classe Arras (avisos de 1re classe)                                                |                   |          |             | |
| –                                                                                  | Bapaume           | 644 t    | 1920 – 1936 | Porte-avion expérimental utilisé pour la formation.                                                |
| Classe Normandie (cuirassés de 1re classe de type dreadnought )                    |                   |          |             | |
| –                                                                                  | Béarn             | 25 000 t | 1928 – 1945 | Cuirassé mis sur cale en 1920, jamais achevé, converti en porte-avions en 1928, démantelé en 1967. |
| Classe Colossus (porte-avions légers construits pour la Royal Navy)                |                   |          |             | |
| R95                                                                                | Arromanches       | 18 500 t | 1946 – 1974 | Ex-HMS Colossus en service dans la Royal Navy de 1944 à 1946.                                      |
| Classe Independence (porte-avions légers construits pour la United States Navy)    |                   |          |             | |
| R96                                                                                | La Fayette        | 15 800 t | 1951 – 1963 | Ex-USS Langley en service dans l'US Navy de 1943 à 1947.                                           |
| R97                                                                                | Bois Belleau      | 15 800 t | 1953 – 1960 | Ex-USS Belleau Wood en service dans l'US Navy de 1943 à 1947.                                      |
| Classe Clemenceau (porte-avions CATOBAR à propulsion conventionnelle, 1961 – 2000) |                   |          |             | |
| R98                                                                                | Clemenceau        | 32 800 t | 1961 – 1997 | |
| R99                                                                                | Foch              | 32 800 t | 1963 – 2000 | Vendu au Brésil et désarmé en 2018.                                                                |
| Charles de Gaulle (porte-avions CATOBAR à propulsion nucléaire)                    |                   |          |             | |
| R91                                                                                | Charles de Gaulle | 42 500 t | 2001 –      | |

### Porte-avions d'escorte
| indicatif visuel | Nom     | Classe  | Déplacement (en t) | Service     | Commentaires |
| ---------------- | ------- | ------- | ------------------ | ----------- | ------------ |
| A609             | Dixmude | Avenger | 8 331              | 1946 — 1966 | Ex-HMS Biter |

## Porte-hélicoptères
| Jeanne d'Arc (croiseur porte-hélicoptères)                  |              |          |             |                              |
| R97                                                         | Jeanne d'Arc | 10 575 t | 1964 – 2010 | Ex-La Résolue jusqu'en 1964. |
| Classe Mistral (PHA - Porte-hélicoptères amphibie, 2006 – ) |              |          |             |                              |
| L9013                                                       | Mistral      | 16 500 t | 2006 –      |                              |
| L9014                                                       | Tonnerre     | 16 500 t | 2007 –      |                              |
| L9015                                                       | Dixmude      | 16 500 t | 2012 –      |                              |

## Frise chronologique
La frise chronologique ci-dessous liste les porte-aéronefs en service dans la Marine nationale avec leurs périodes de service. Les bâtiments à propulsion conventionnelle sont en noir, celui à propulsion nucléaire est en bleu.

## Projets

### En cours
- Le lancement d'études pour le porte-avions de nouvelle génération, qui remplacera à terme le Charles de Gaulle, est annoncé le 23 octobre 2018[1].

### Abandonnés
- Classe Joffre (2 coques), arrêté en juin 1940.
- Clemenceau, abandonné en 1949.
- Verdun, annulé en 1961.
- PH 75, porte-hélicoptères à propulsion nucléaire annulé en 1980.
- PA 2, suspendu en 2009, abandonné en 2013.

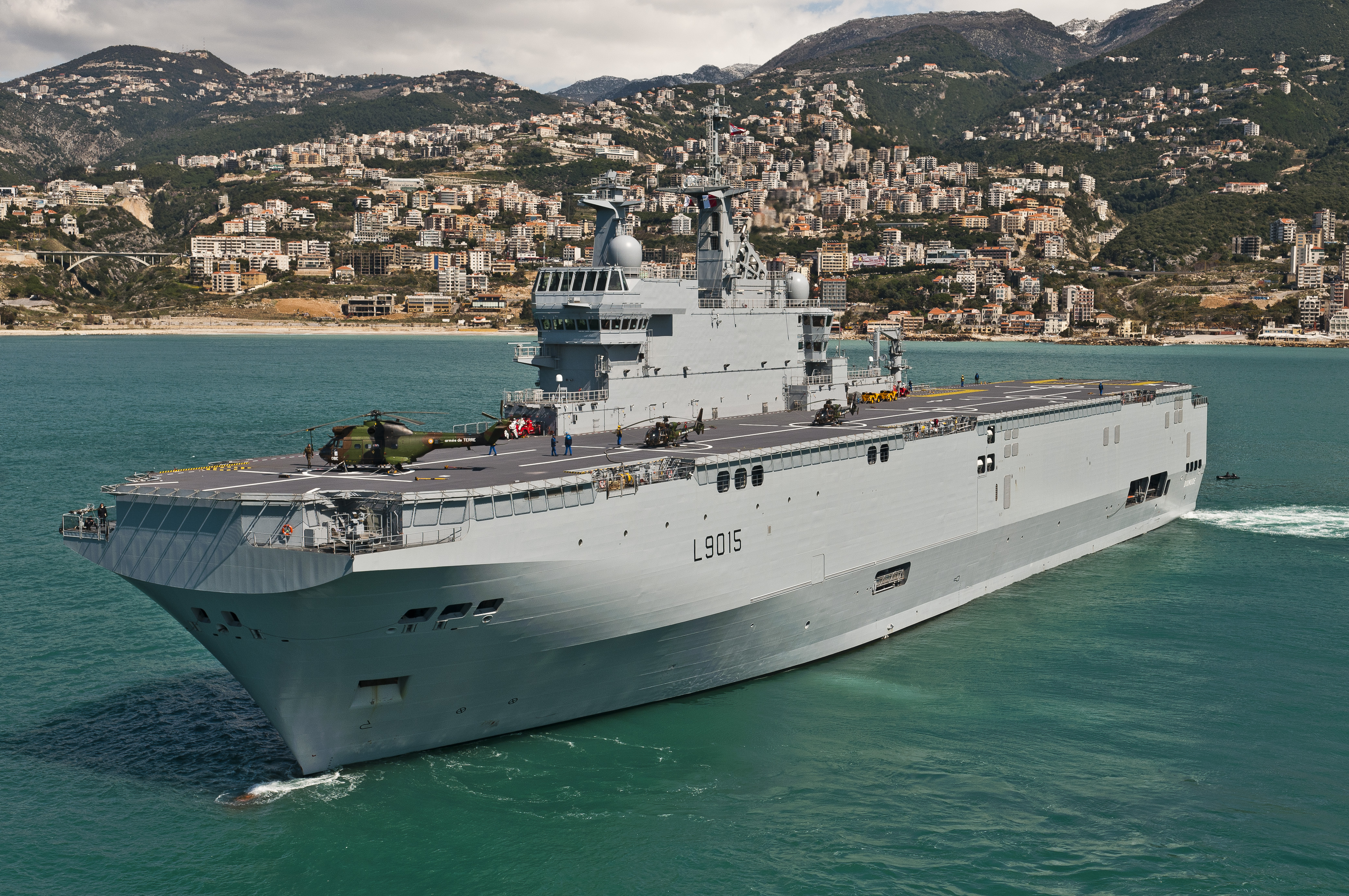
Le BPC Dixmude mouille dans la baie de Jounieh au Liban en 2012.